# Drașov, Alba
Drașov, alternativ Drașău, (în maghiară Drassó, în germană Troschen, Droschen) este un sat în comuna Șpring din județul Alba, Transilvania, România.

## Istoric
În perioada interbelică a făcut parte din plasa Miercurea Sibiului, în cadrul județului Sibiu (interbelic).

## Date geologice
Pe teritoriul acestei localități se găsesc izvoare sărate. 

## Demografie
La recensământul din 1930 au fost înregistrați 1.138 locuitori, dintre care 1.132 români, 4 maghiari și 2 germani. Sub aspect confesional populația era alcătuită din 1.074 greco-catolici, 42 ortodocși, 9 reformați ș.a.

## Obiectiv memorial
Monumentul Eroilor Români din Primul Război Mondial. Obeliscul este amplasat în cimitirul satului, în memoria localnicilor căzuți în Primul Război Mondial. Acesta a fost dezvelit în anul 1925, are o înălțime de 1,3 m, este susținut de un postament de 0,5 m și este realizat din gresie cioplită. Pe fața obeliscului, în partea superioară, este o inscripție: „ÎN AMINTIREA EROILOR CĂZUȚI ÎN RĂZBOIUL MONDIAL“, iar mai jos sunt înscrise numele a 36 eroi români. 

## Imagini

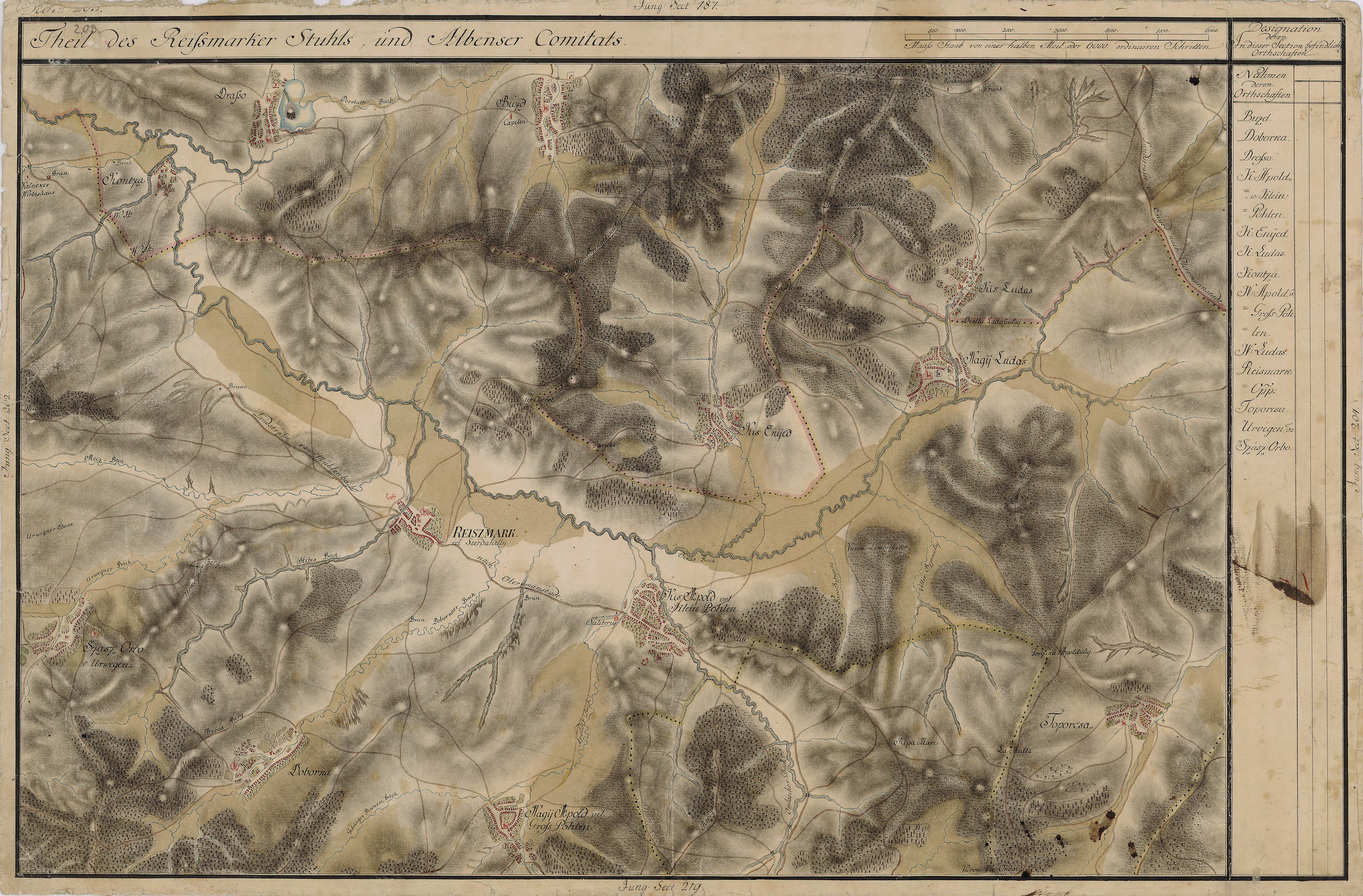
Drașov în Harta Iosefină a Transilvaniei, 1769-1773
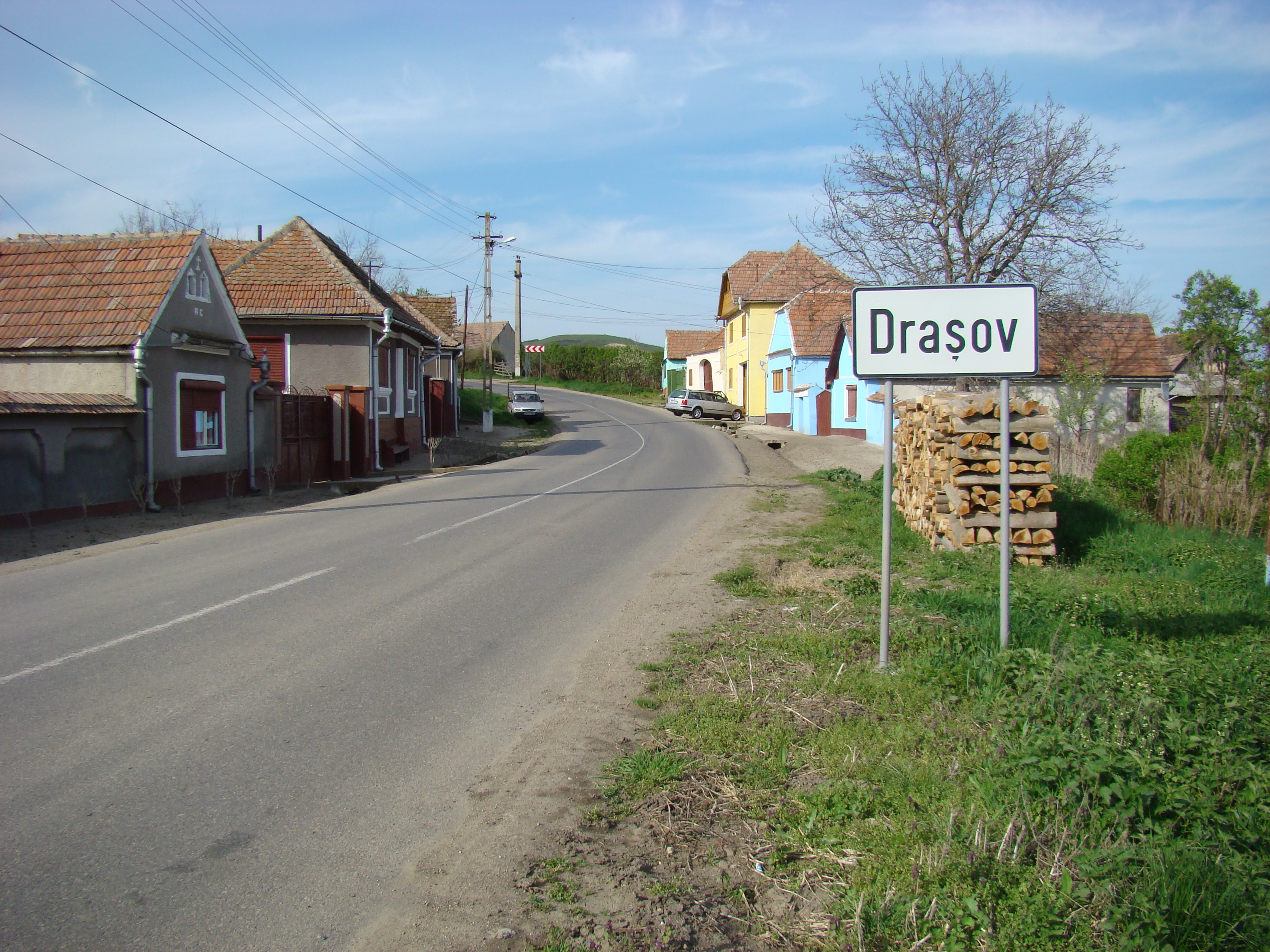
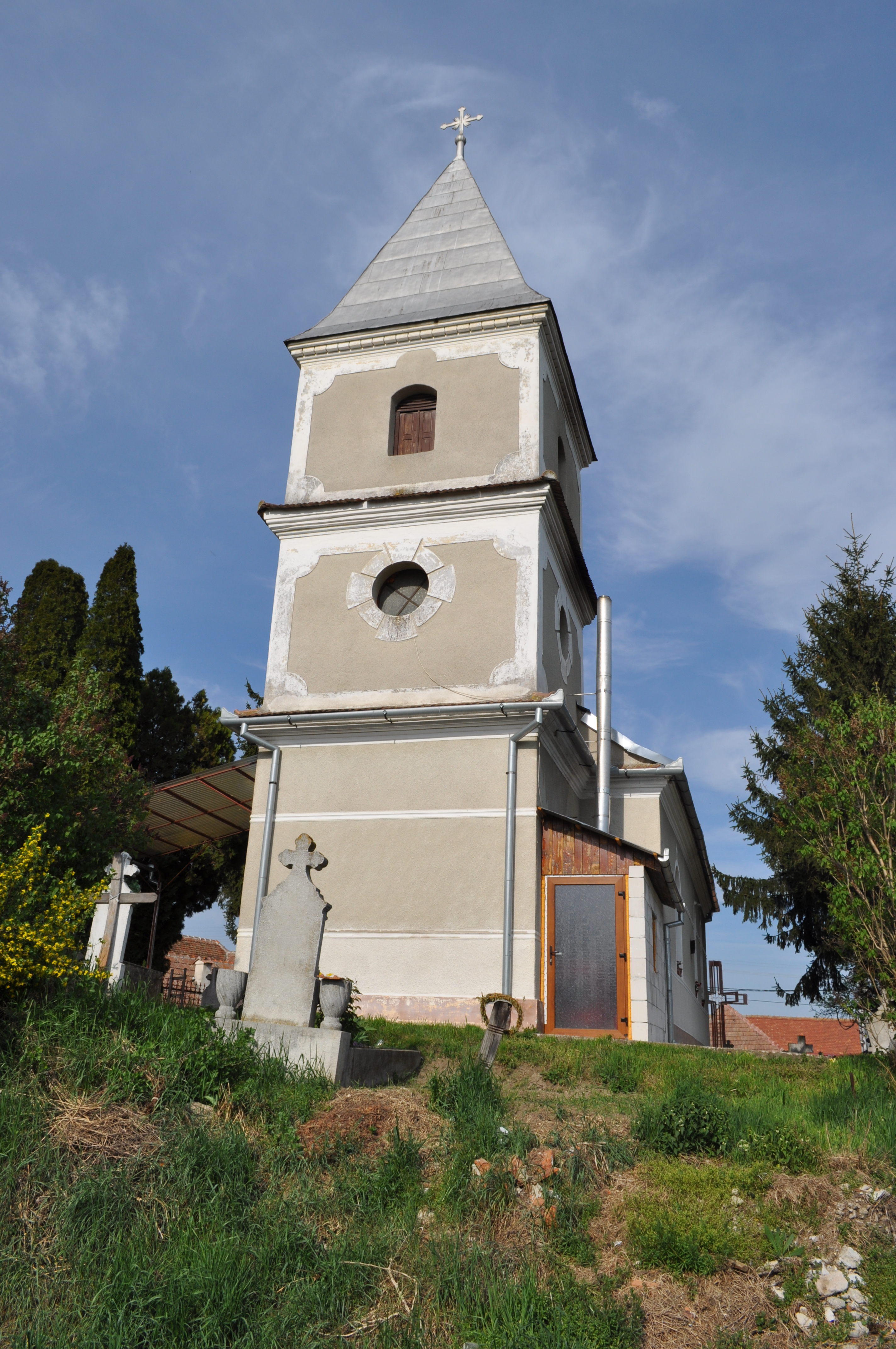
Biserica ortodoxă „Adormirea Maicii Domnului” (1774)
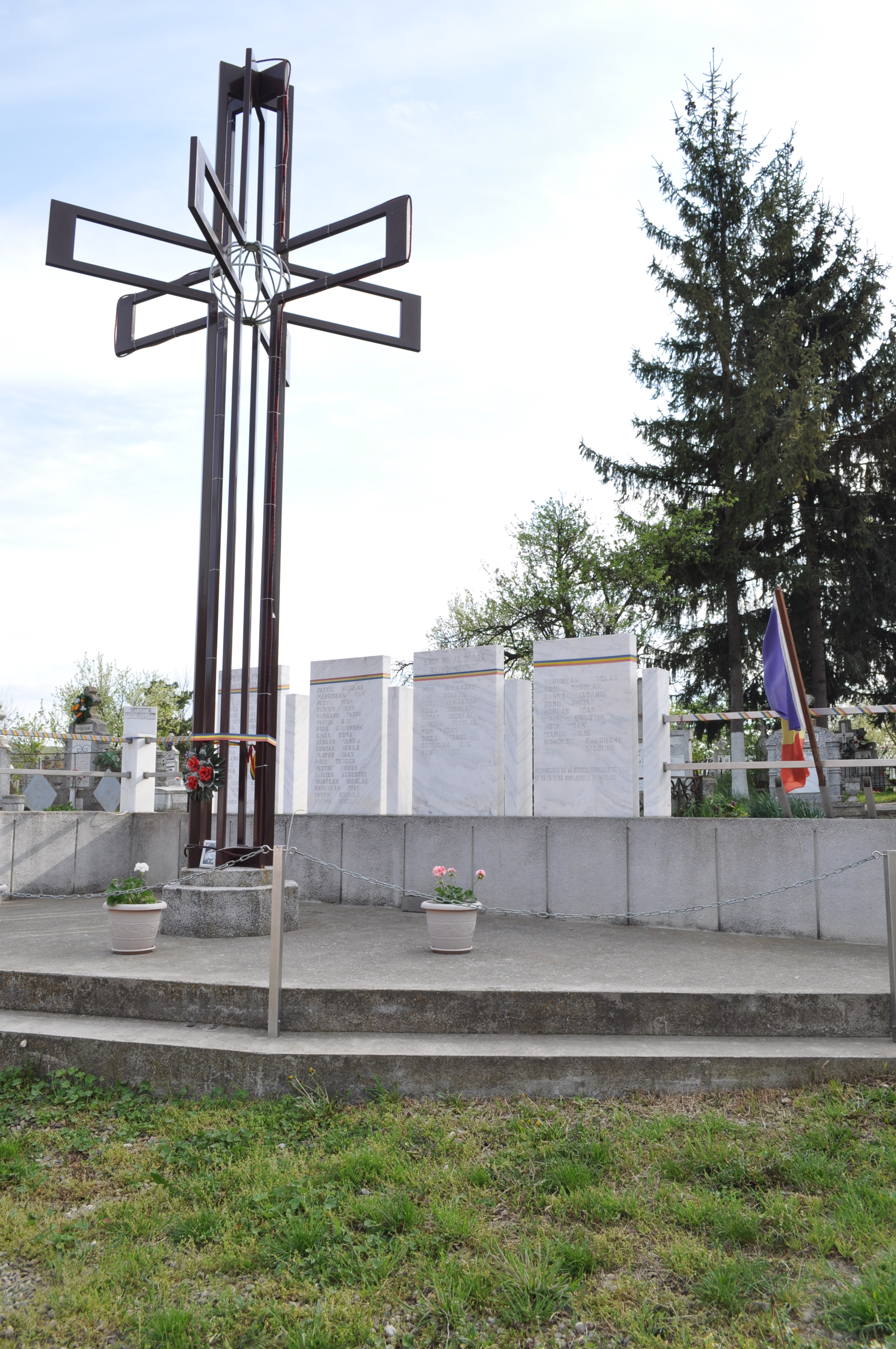
Monumentul Eroilor
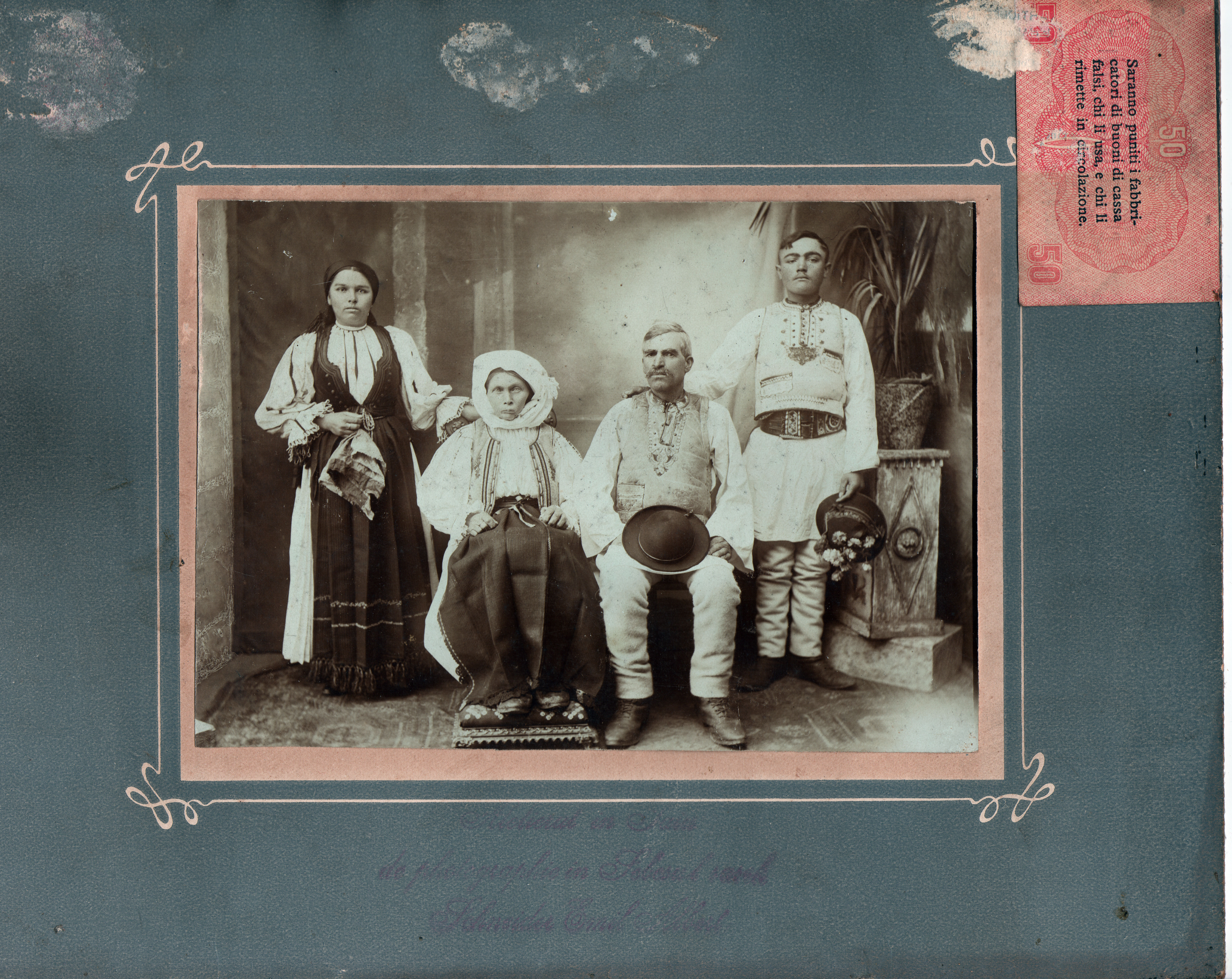
Port popular din Drașov la 1902 - Familia Sinea Achim